# Grande Cache
Grande Cache – miasto w środkowo-zachodniej części prowincji Alberta w Kanadzie. Miasto to zostało założone w 1969 roku.
- Ludność: 3 783 (2006)
- Powierzchnia: 35.48 km²